# Centre international de conférences de Cotonou
Pour les articles homonymes, voir CIC.
Le Centre international de Conférences de Cotonou (CIC), est un palais des congrès à Cotonou, bâti pour accueillir le 6e sommet de la francophonie, à Cotonou en décembre 1995 sous le Président Nicéphore Soglo.
En plein travaux de rénovation et de réhabilitations en 2008, le hall principal s'effondre causant un mort et un blessé grave. 
Le 31 juillet 2019 le conseil des Ministres a pris une décision pour la rénovation du centre qui intègre la construction de salles de congrès, de réunions, de presse ainsi que de quartes (04) salons présidentiels.

## Historique
Le Centre International de Conférences de Cotonou a été construit en 1995 sous le Régimes du Présidence  Nicéphore Soglo.
Les membres du comité de pilotage chargé du contrôle de I'utilisation des fonds destinés à la construction du centre international de conférences de Cotonou sont désignés par le Décret N°1995-86 du 08 mars 1995 : 
1. Le Ministre d'État à Ia Présidence de la République, Président du Comité Interministériel de la Francophonie,
2. Le Ministre des Finances
3. Le Ministre des affaires étrangères et de la coopération
4. Le Président du Comité technique de la francophonie

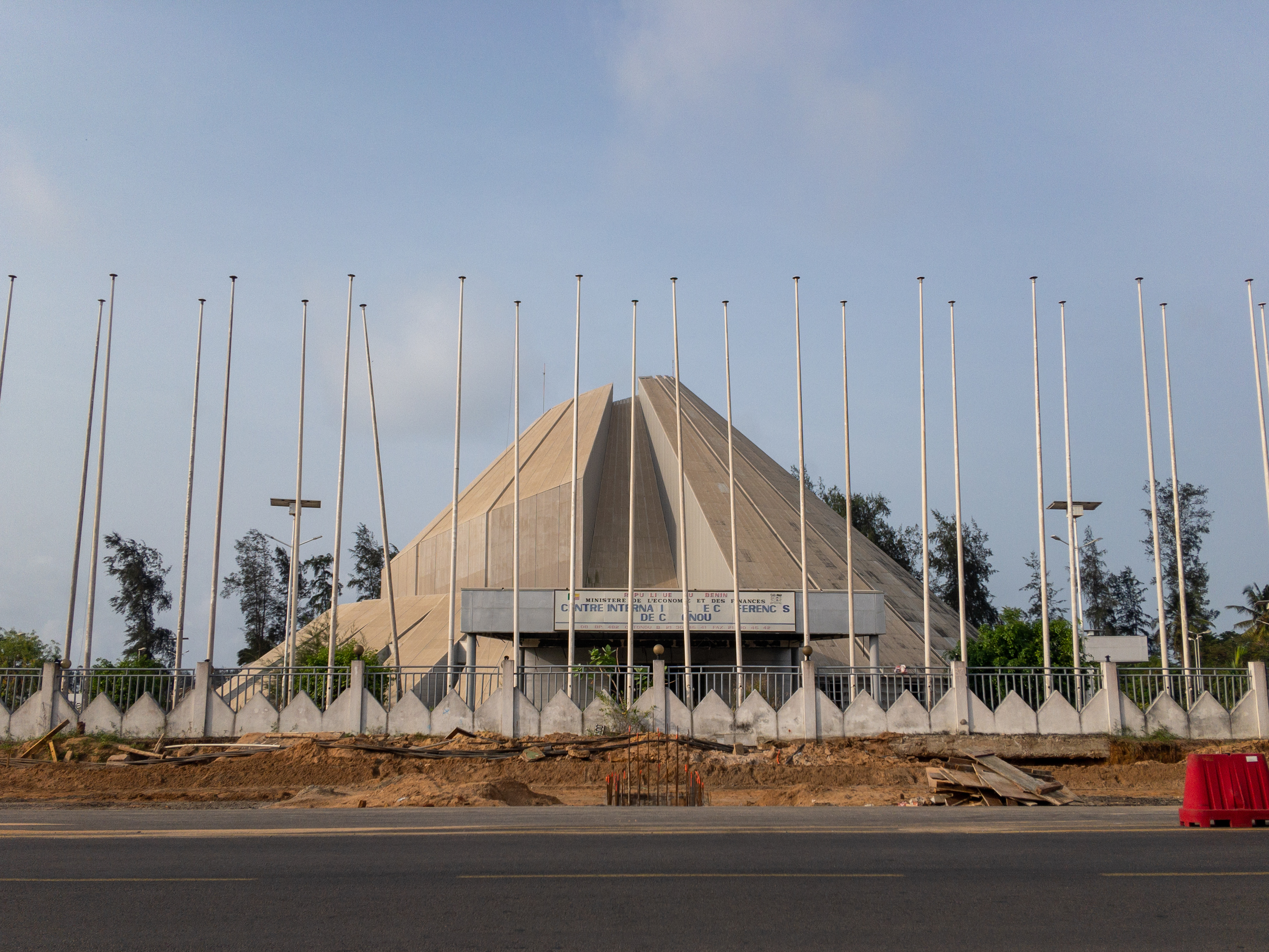
Centre international des conférences de Cotonou

## Description

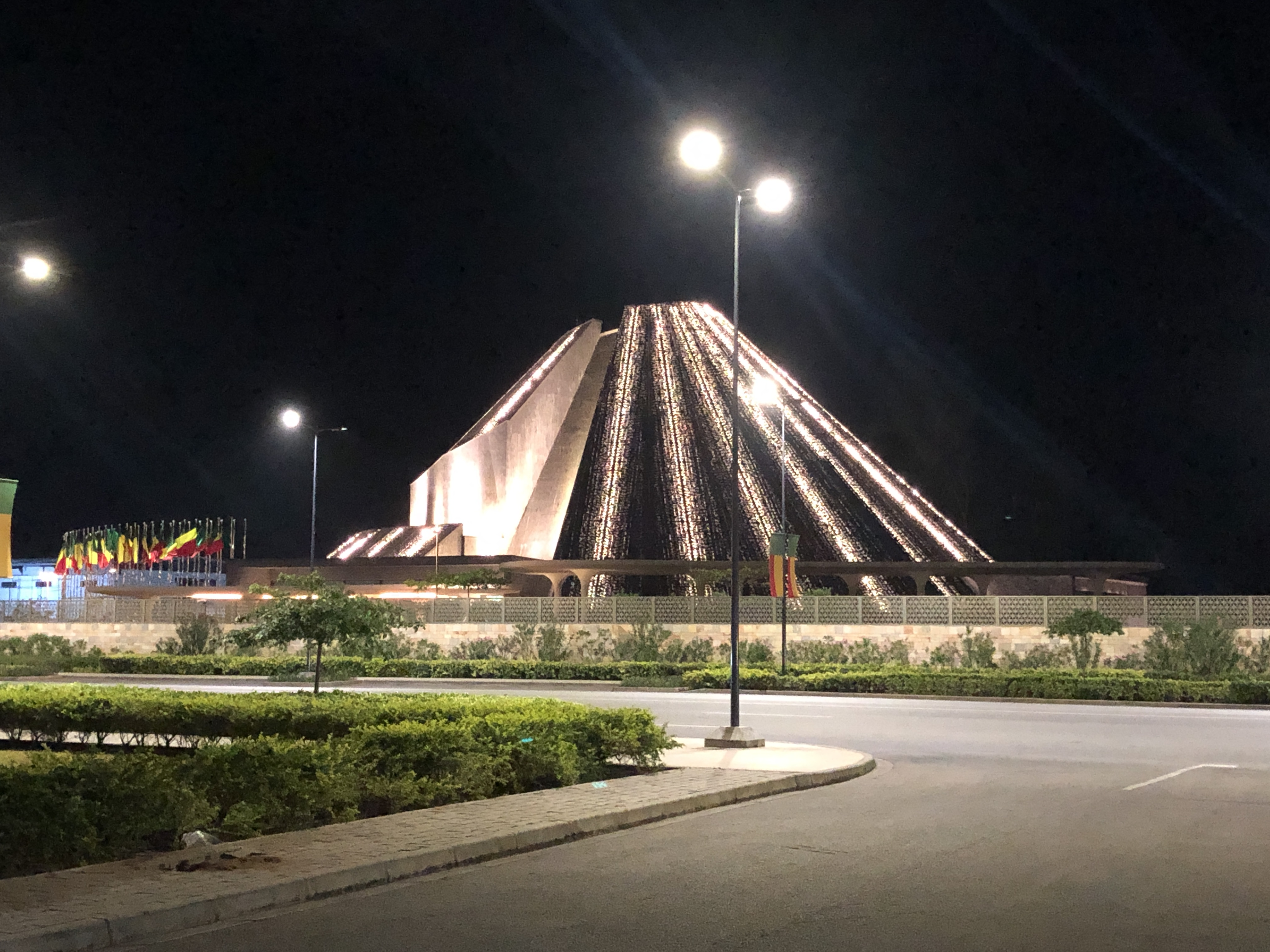
Bâtiment vu de nuit

## Évènements organisés
Le centre a abrité plusieurs évènements :
- Gala des champions - 1er décembre 2018 [5]
- 6e sommet de la francophonie du 2 au 4 décembre 1995[6]